# Torta de filtración

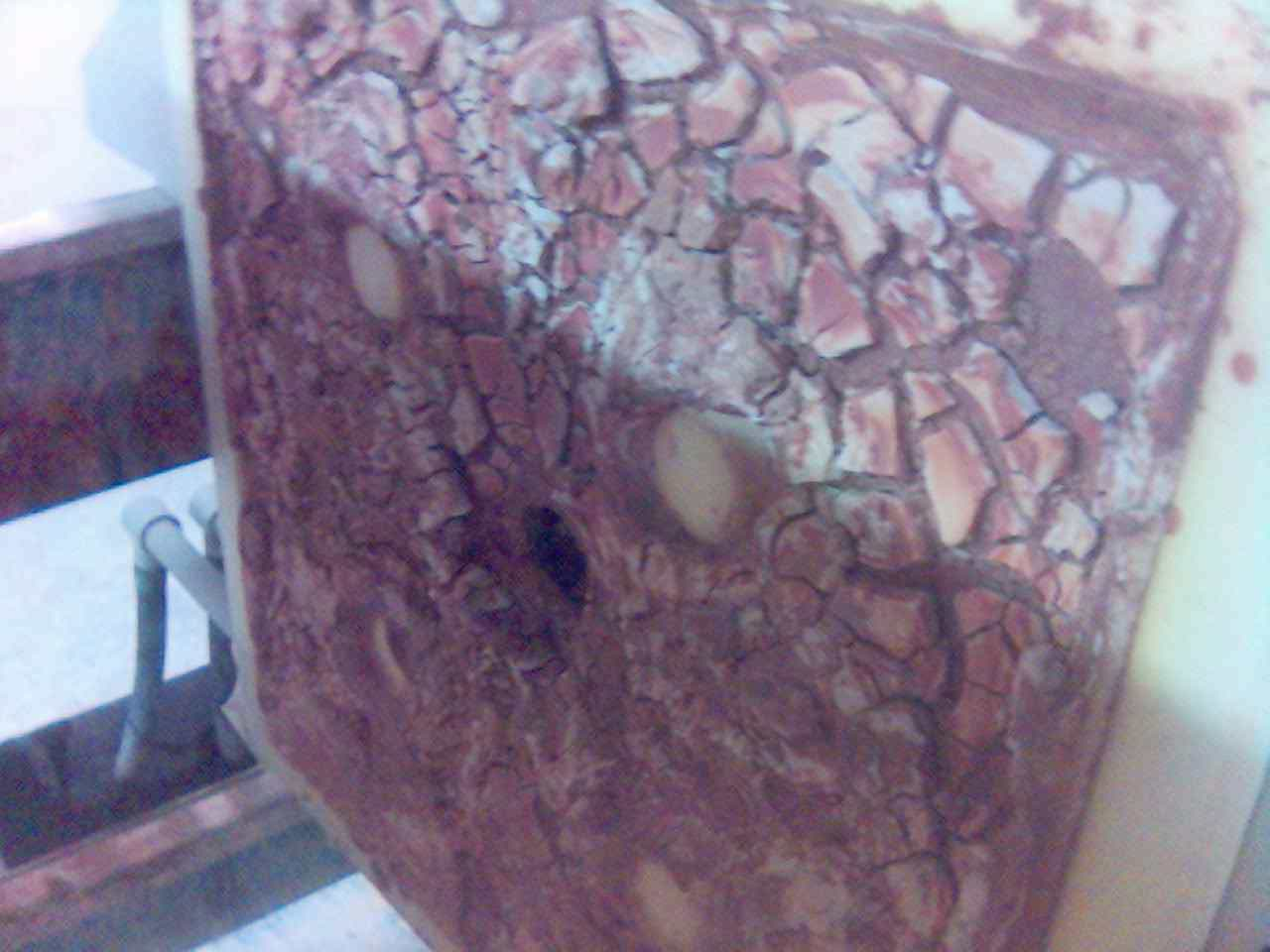
Una torta de filtro

Una torta de filtración está formada por las sustancias que quedan retenidas en un filtro. Los coadyuvantes de filtración, como la tierra de diatomeas o el carbón activado, se utilizan generalmente para formar la torta de filtración. El propósito es aumentar la tasa de flujo o lograr una filtración de micrones más pequeña. La torta de filtración crece en el curso de la filtración, volviéndose "más espesa" a medida que la materia particulada y el coadyuvante de filtración se retienen en el filtro.
Al aumentar el grosor de la capa, aumenta la resistencia al flujo de la torta de filtración. Después de un tiempo, la torta de filtración debe retirarse del filtro, por ejemplo, mediante lavado a contracorriente. Si esto no se logra, la filtración se interrumpe porque la viscosidad de la torta de filtración aumenta demasiado; por lo tanto, muy poca cantidad de la mezcla a filtrar puede pasar a través de la torta de filtración y los tapones de filtración. Las especificaciones de la torta de filtración dictan el método de filtración de elección.